# フリードリヒ3世 (プファルツ選帝侯)
フリードリヒ3世（Friedrich III., 1515年2月14日 - 1576年10月26日）は、プファルツ選帝侯（在位：1559年 - 1576年）。プファルツ＝ジンメルン＝シュポンハイム公ヨハン2世とバーデン辺境伯クリストフ1世の娘ベアトリクスの子。
遠戚のオットー・ハインリヒに実子がなかったため、プファルツ系ヴィッテルスバッハ家の別系統から選帝侯位を継いだ。オットー・ハインリヒの家系とフリードリヒ3世の属するジンメルン家系とは、ローマ王ループレヒト（プファルツ選帝侯としてはループレヒト3世）の息子の代で枝分かれしており、フリードリヒ3世はループレヒトの5代後の子孫である。
熱心なカルヴァン派で、1563年に聖餐論論争からハイデルベルク信仰問答を出版した。

## 子女
1537年にブランデンブルク＝クルムバッハ辺境伯カジミールの娘マリーと結婚し、6男5女をもうけた。
- アルベルタ（1538年 - 1553年）
- ルートヴィヒ6世（1539年 - 1583年） - プファルツ選帝侯
- エリーザベト（1540年 - 1594年） - ザクセン公ヨハン・フリードリヒ2世に嫁ぐ。
- ヘルマン・ルートヴィヒ（1541年 - 1556年）
- ヨハン・カジミール（1543年 - 1592年） - ジンメルン公
- ドロテア・ズザンナ（1544年 - 1592年） - ザクセン＝ヴァイマル公ヨハン・ヴィルヘルムに嫁ぐ。
- アルブレヒト（1546年 - 1547年）
- アンナ・エリーザベト（1549年 - 1649年） - ヘッセン＝ラインフェルス方伯フィリップ2世、後にプファルツ＝リュッツェルシュタイン公ヨハン・アウグストに嫁ぐ。
- クリストフ（1551年 - 1574年）
- カール（1552年 - 1555年）
- クニグンデ・ヤコベア（1556年 - 1586年） - ナッサウ＝ディレンブルク伯ヨハン6世に嫁ぐ。

1569年にアマリア・フォン・ノイエンアールと結婚した。